# Helicopsyche voigti
Helicopsyche voigti is een fossiele soort schietmot uit de familie Helicopsychidae.